# Elecciones federales de Alemania Occidental de 1957
Las elecciones federales de Alemania Occidental de 1957 tuvieron lugar el domingo 15 de septiembre del mencionado año con el objetivo de elegir a los 519 miembros del Bundestag (Dieta Federal) para el período 1957-1961. Serían las terceras elecciones federales realizadas desde el final de la Segunda Guerra Mundial y la partición de Alemania en 1949, y segundas desde el establecimiento de la República Federal en territorio occidental. Sería también la primera vez que Sarre, convertido ahora en un estado más, participaría en las elecciones.
Estos comicios marcaron múltiples hitos electorales. Para empezar, la oficialista Unión o CDU/CSU (unidad electoral compuesta por la Unión Demócrata Cristiana y la Unión Social Cristiana de Baviera), liderada por el Canciller Konrad Adenauer, obtuvo la victoria electoral más aplastante jamás lograda en la historia electoral alemana, al lograr el 50.19% de los votos y una mayoría absoluta récord de 277 de los 519 escaños. En segundo lugar quedó el Partido Socialdemócrata de Erich Ollenhauer que, a pesar de lograr un endeble resultado, superó las expectativas con el 31.75% de los votos y 181 escaños, manteniendo su tendencia ascendente desde la primera elección. En contraste, el Partido Democrático Libre (FDP), liderado por Reinhold Maier, sufrió su segunda debacle consecutiva y ante la polarización bipartidista, logró solo el 7.71% y 44 bancas, perdiendo diez con respecto a las anteriores elecciones y quedando por detrás en voto popular de la CSU (no considerando la Unión como una unidad). No obstante, la mayor pérdida la sufrió el Bloque Pangermánico, un grupo de derecha que en 1953 había obtenido 27 escaños en su primera prueba electoral. En las elecciones perdió toda su representación parlamentaria a pesar de haber recibido el 4.59% de los votos. El Partido Alemán (DP), obtuvo el 3.37% de los votos y 17 escaños, recuperando dos y siendo el único partido aparte de la CDU/CSU y el SPD que experimentó crecimiento. La participación fue masiva, llegando a un 87.77% del electorado registrado.
Otro suceso que no se volvería a repetir ocurrido en los comicios fue la competencia entre la CDU y la CSU por el nuevo estado de Sarre. La CSU resolvió establecerse en Sarre y unirse a una coalición con el Partido Popular Cristiano del Sarre (CVP). La CDU por sí sola obtuvo la victoria en el estado con poco más del 33% de los votos y la alianza CSU/CVP quedó tercera detrás del Partido Socialdemócrata. La victoria de la CDU sobre la CSU, del 61.02% de los votos (teniendo en cuenta los sufragios emitidos para ambos partidos) llevó a que ambas se fusionaran en la CDU de Sarre. Desde entonces, la CSU no ha vuelto a establecer seccionales fuera de Baviera y ninguno de los llamados Partidos de la Unión han vuelto a competir entre sí.
El fenómeno de la mayoría absoluta de la CDU/CSU y su 50.19% de los votos, marca la única ocasión en toda la historia electoral alemana en la que una sola unidad política (coalición o partido) logra obtener más de la mitad de los votos y un quorum parlamentario propio de manera democrática. Este resultado indicaba, por primera y única vez, que Adenauer podría ser reelegido sin problemas y que solo necesitaría del apoyo de su partido para gobernar. Sin embargo, en última instancia la CDU/CSU optó por mantener una coalición parlamentaria con el Partido Alemán. Ante sus decepcionantes resultados, el FDP decidió que pasaría a la oposición, considerando que el descontento de su electorado a su apoyo a los gobiernos democratacristianos había contribuido a su debacle. El DP se retiraría del gobierno en 1960, por lo que el período comprendido entre su retirada y la elección de 1961, constituiría la única ocasión en la historia de Alemania Occidental (y posteriormente, la Alemania unificada) en la que una sola fuerza política detentaría el poder.

## Antecedentes
Reelegido por amplio margen en 1957 y encabezando una sólida coalición entre demócratacristianos, liberales y nacionalistas, el gobierno de Konrad Adenauer consolidó su posición durante su segundo mandato debido al buen rendimiento económico que estaba teniendo Alemania Occidental a tan solo diez años del colapso estatal que significó el fin de la Segunda Guerra Mundial. Para 1955, Alemania Occidental ya era un estado firmemente soberano, y en marzo de 1957, meses antes de las elecciones, se unió a la Comunidad Económica Europea, marcando el primer paso hacia la integración regional. Adenauer descartó los cuestionamientos sobre una tercera postulación debido a su edad avanzada (81 años), y se presentó para un tercer mandato. De cara a las elecciones, la democracia cristiana tenía ahora una sólida ventaja contra todos sus oponentes.

## Sistema electoral

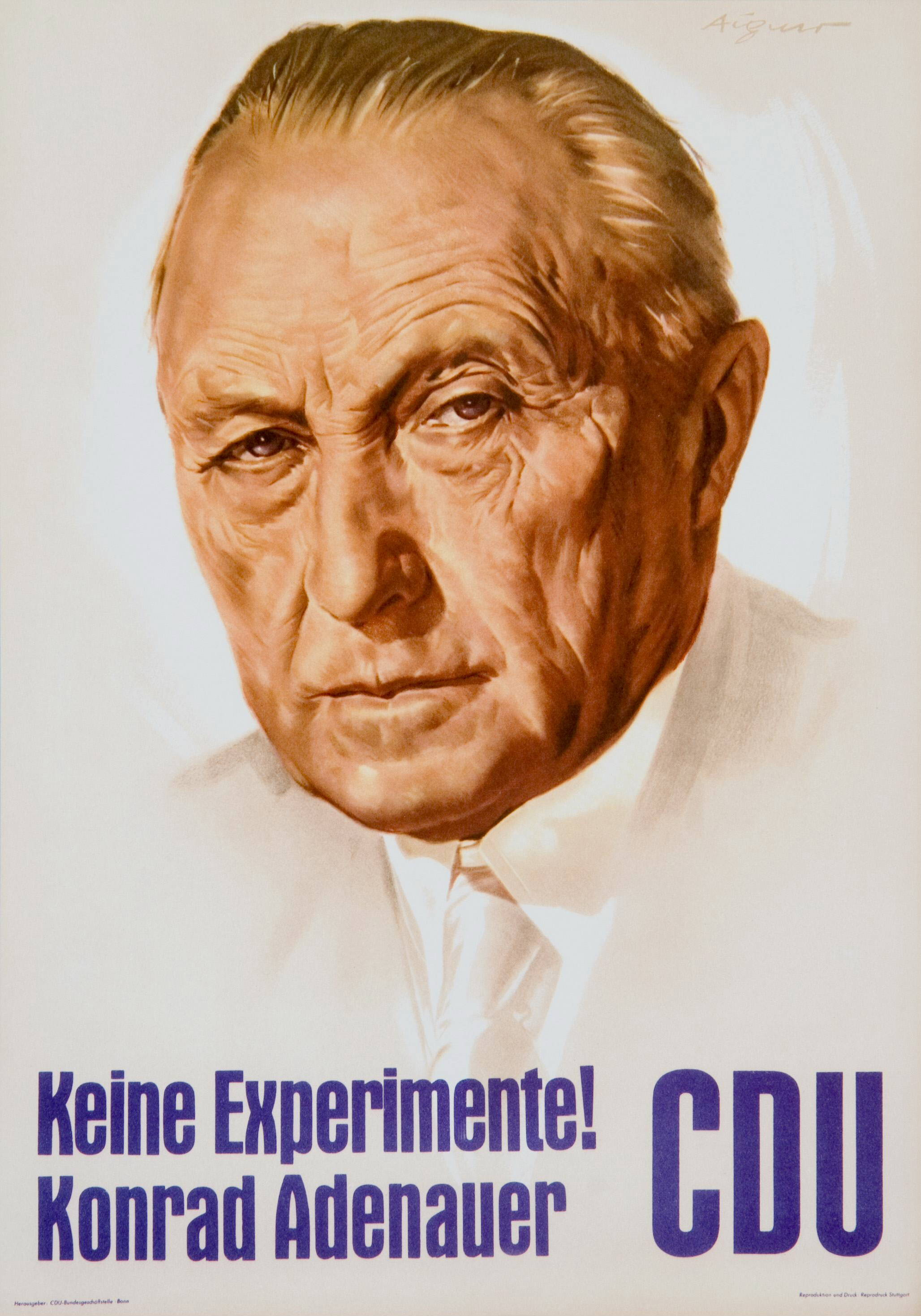
Propaganda electoral de Konrad Adenauer para los comicios de 1957.

Las leyes electorales, fuera del hecho de que el Bundestag tiene un mandato de cuatro años y que toda persona mayor de edad (a partir de los 18) tiene derecho a votar y ser elegida (principios consagrados en la Ley Básica), están regulados por la Ley Electoral Federal. De los 519 escaños del Bundestag, 497 son elegidos por sufragio universal para un mandato de cuatro años reelegibles mediante un sistema mixto que combina representación proporcional por listas con escrutinio mayoritario uninominal. Aunque Berlín Oeste formalmente no formaba parte de Alemania Occidental, tenía 22 delegados sin derecho a voto designados de manera proporcional a la legislatura local de la ciudad, completando el total de 519 escaños parlamentarios.
De los 497 escaños electos, 247 escaños son elegidos mediante sistema uninominal, con el país dividido en 247 distritos que representaban un diputado cada uno. Los 250 restantes serían distribuidos proporcionalmente con base en los votos recibidos por la lista de cada partido a nivel nacional. Desde 1953, los alemanes deben emitir dos votos, uno para el candidato presentado por el partido de su elección en su distrito federal (Erststimme o Primer Voto), y otro para la lista del partido a nivel nacional (Zweitstimme o Segundo Voto). La práctica común es que los candidatos uninominales directos también se colocan en las listas electorales en las clasificaciones más altas como una alternativa si no ganan en sus distritos.
Dos cláusulas de peso dentro del sistema electoral alemán son la cláusula del cinco por ciento y la cláusula del mandato básico, impuestas con la Ley Electoral empleada a partir de 1953. La primera cláusula establece que cada partido debe recibir, al menos, el 5% de los votos a nivel nacional para acceder a la representación parlamentaria, permitiendo que los partidos que no hayan recibido escaños uninominales, pero sí hayan obtenido más del 5%, puedan tener representación. La cláusula del mandato básico (que sería descontinuada tras la elección de 1961), por otro lado, establece una excepción para la cláusula anterior, regulando que un partido puede acceder a la representación parlamentaria si obtiene más de 3 mandatos directos, (en el ejemplo hipotético, tres escaños) eludiendo la cláusula del cinco por ciento.

## Campaña
La campaña electoral fue muy polarizada. El Canciller Adenauer declaró públicamente que una victoria del Partido Socialdemócrata conllevaría al "fin de Alemania". Respondiendo a esta declaración, el candidato socialdemócrata Erich Ollenhauer, cuyo partido se había unido a la campaña Kampf dem Atomtod (Lucha contra las Armas Nucleares), denunció que dentro de las filas de la CDU/CSU estaba resurgiendo el fascismo clerical como una nueva forma de nacionalismo extremo. Según Joseph Rovan, los mutuos ataques bipartidistas enmascararon la realidad: que entre los dos principales partidos políticos había surgido un consenso democrático muy amplio. Sin embargo, muchos alemanes no veían la necesidad de cambiar el liderazgo. El éxito de la política económica y la victoria exterior al lograr la incorporación del Sarre como un nuevo estado federado apuntaló enormemente al oficialismo de cara a las elecciones. La reforma de pensiones realizada en 1957 se consideró también muy popular. El lema de campaña de Adenauer, que sería recordado como un probable detonante para la aplastante victoria demócratacristiana, fue simplemente "Keine Experimente" (No Experimentemos).

## Resultados

### General
La Unión obtuvo mayoría absoluta de votos con el 50.28% del voto en las circunscripciones distritales, y el 50.19% del voto proporcional, lo que le facilitó la única mayoría absoluta obtenida democráticamente en toda la historia electoral alemana (en cualquier estado alemán) con 277 de los 519 escaños. El Partido Socialdemócrata, aunque logró superar el 30% de los votos, por primera vez desde la primera elección de la República de Weimar (1919) con el 31.75% y sus 181 años, al representar el 34.87% del Bundestag, le dieron el control de más de un tercio del legislativo, el hecho de que la alianza CDU/CSU lograse quorum propio eclipsó este resultado y lo hizo ver como una derrota clara. El Partido Democrático Libre también flaqueó y perdió diez bancas, mientras que el Bloque Pangermánico perdió toda su representación debido al monopolio de la Unión sobre el voto derechista. El Partido Alemán, sin embargo, recibió un incremento de votos y de dos escaños.
En el plano estatal, la Unión triunfó en todos los estados menos en Bremen y Hamburgo, donde se impuso el Partido Socialdemócrata con poco más del 46% de los votos en ambos casos. En Hesse, la Unión triunfó en el voto a la lista de partidos por unos pocos votos, mientras que el SPD obtuvo más votos circunscripcionales.
|  | 34.80 % |

|  | 36.36 % |

|  | 8.91 % |

|  | 8.81 % |

|  | 50.28 % |

|  | 50.19 % |

|  | 32.01 % |

|  | 31.75 % |

|  | 7.55 % |

|  | 7.71 % |

|  | 4.36 % |

|  | 4.59 % |

|  | 3.52 % |

|  | 3.37 % |

|  | 0.96 % |

|  | 1.03 % |

|  | 0.98 % |

|  | 0.85 % |

|  | 0.12 % |

|  | 0.20 % |

|  | 0.11 % |

|  | 0.11 % |

|  | 0.05 % |

|  | 0.06 % |

|  | 0.01 % |

|  | 0.02 % |

|  | 0.00 % |

|  | 0.00 % |

|  | 97.06 % |

|  | 96.24 % |

|  | 2.95 % |

|  | 3.76 % |

|  | 100.00 % |

|  | 100.00 % |

|  | 87.77 % |

### Resultado por estado
| Estado              | Estado | Estado |             |             |             |              |              |              |             |             |             |              |              |              |             |             |             |              |              |              | Otros       | Otros       | Otros       | Otros        | Otros        | Otros        |
| Nombre              | PV     | SV     | Primer Voto | Primer Voto | Primer Voto | Segundo Voto | Segundo Voto | Segundo Voto | Primer Voto | Primer Voto | Primer Voto | Segundo Voto | Segundo Voto | Segundo Voto | Primer Voto | Primer Voto | Primer Voto | Segundo Voto | Segundo Voto | Segundo Voto | Primer Voto | Primer Voto | Primer Voto | Segundo Voto | Segundo Voto | Segundo Voto |
| Nombre              | PV     | SV     | Votos       | %           | Esc.        | Votos        | %            | Esc.         | Votos       | %           | Esc.        | Votos        | %            | Esc.         | Votos       | %           | Esc.        | Votos        | %            | Esc.         | Votos       | %           | Esc.        | Votos        | %            | Esc.         |
| ------------------- | ------ | ------ | ----------- | ----------- | ----------- | ------------ | ------------ | ------------ | ----------- | ----------- | ----------- | ------------ | ------------ | ------------ | ----------- | ----------- | ----------- | ------------ | ------------ | ------------ | ----------- | ----------- | ----------- | ------------ | ------------ | ------------ |
| Baden-Wurtemberg    | 67     | 33     | 2.111.326   | 53.39%      | 37          | 2.061.701    | 52.76%       | 32           | 1.053.371   | 26.64%      | 18          | 1.009.019    | 25.51%       | 1            | 547.010     | 13.83%      | 11          | 561.538      | 14.37%       | 0            | 243.050     | 6.14%       | 1           | 275.582      | 7.36%        | 0            |
| Baviera             | 82     | 47     | 3.068.418   | 57.86%      | 53          | 3.015.892    | 57.19%       | 47           | 1.332.056   | 25.12%      | 25          | 1.394.811    | 26.45%       | 0            | 252.341     | 4.76%       | 4           | 240.695      | 4.56         | 0            | 650.549     | 12.26%      | 0           | 622.243      | 11.80%       | 0            |
| Bremen              | 6      | 3      | 124.688     | 30.73%      | 2           | 121.264      | 30.42%       | 0            | 188.647     | 46.49%      | 3           | 184.003      | 46.16%       | 3            | 22.125      | 5.45%       | 0           | 23.311       | 5.85%        | 0            | 70.297      | 17.33%      | 0           | 70.022       | 17.57%       | 0            |
| Hamburgo            | 19     | 8      | 445.149     | 38.17%      | 7           | 432.262      | 37.45%       | 1            | 538.847     | 46.21%      | 9           | 528.645      | 45.80%       | 1            | 105.558     | 9.05%       | 2           | 108.451      | 9.40%        | 0            | 76.526      | 6.57%       | 1           | 84.901       | 7.36%        | 0            |
| Hesse               | 46     | 22     | 1.064.466   | 38.57%      | 20          | 1.116.494    | 40.94%       | 11           | 1.071.222   | 38.81%      | 19          | 1.037.166    | 38.03%       | 11           | 243.877     | 8.84%       | 4           | 232.872      | 8.54%        | 0            | 380.620     | 13.78%      | 0           | 340.731      | 12.49%       | 0            |
| Baja Sajonia        | 61     | 34     | 1.428.300   | 37.31%      | 27          | 1.495.343    | 39.08%       | 21           | 1.279.201   | 33.42%      | 22          | 1.255.204    | 32.80%       | 8            | 223.521     | 5.84%       | 4           | 226.463      | 5.92%        | 0            | 895.391     | 23.43%      | 8           | 849.403      | 22.20%       | 5            |
| Nordrhein-Westfalia | 154    | 66     | 4.911.300   | 54.95%      | 87          | 4.813.996    | 54.36%       | 53           | 3.049.317   | 34.12%      | 54          | 2.965.616    | 33.49%       | 13           | 528.307     | 5.91%       | 11          | 554.781      | 6.26%        | 0            | 448.039     | 5.02%       | 0           | 520.878      | 5.89%        | 0            |
| Renania-Palatinado  | 31     | 15     | 1.031.349   | 54.05%      | 18          | 1.019.709    | 53.70%       | 12           | 586.124     | 30.72%      | 10          | 578.203      | 30.45%       | 3            | 185.300     | 9.71%       | 3           | 185.288      | 9.76%        | 0            | 105.444     | 5.52%       | 0           | 115.805      | 6.09%        | 0            |
| Sarre               | 8      | 5      | 306.355     | 54.85%      | 3           | 300.591      | 54.54%       | 3            | 140.323     | 25.12%      | 2           | 138.309      | 25.10%       | 1            | 101.031     | 18.09%      | 1           | 100.080      | 18.16%       | 1            | 10.838      | 1.94%       | 0           | 12.111       | 2.20%        | 0            |
| Schleswig-Holstein  | 23     | 17     | 670.199     | 50.22%      | 14          | 631.147      | 48.10%       | 17           | 412.561     | 30.91%      | 7           | 404.595      | 30.84%       | 0            | 67.164      | 5.03%       | 0           | 73.656       | 5.61%        | 0            | 184.724     | 13.84%      | 0           | 202.647      | 15.45%       | 0            |
| Total               | 247    | 250    | 15.161.550  | 50.28%      | 76          | 15.008.399   | 50.19%       | 194          | 9.651.669   | 32.01%      | 46          | 9.495.571    | 31.75%       | 123          | 2.276.234   | 7.55%       | 1           | 2.307.135    | 7.71%        | 43           | 3.066.761   | 10.16%      | 6           | 4.101.605    | 10.35%       | 11           |